# Сьвежно (Західнопоморське воєводство)
Сьвежно (пол. Świerzno, нім. Schwirsen) — село в Польщі, у гміні Свежно Каменського повіту Західнопоморського воєводства.
Населення — 703 особи (2011).
У 1975-1998 роках село належало до Щецинського воєводства.

## Демографія
Демографічна структура станом на 31 березня 2011 року:
|          | Загалом | Допрацездатний вік | Працездатний вік | Постпрацездатний вік |
| -------- | ------- | ------------------ | ---------------- | -------------------- |
| Чоловіки | 326     | 69                 | 230              | 27                   |
| Жінки    | 377     | 70                 | 243              | 64                   |
| Разом    | 703     | 139                | 473              | 91                   |